# Hyloscirtus platydactylus
Espèce
Synonymes
- Hyla platydactyla Boulenger, 1905
- Hyla paramica Rivero, 1961

Statut de conservation UICN

 VU A2ace; B1ab(iii,v) : Vulnérable
Hyloscirtus platydactylus est une espèce d'amphibiens de la famille des Hylidae.

## Répartition
Cette espèce se rencontre entre 1 050 et 3 000 m d'altitude, :
- au Venezuela dans les Andes de Mérida dans les États de Barinas, de Mérida, de Táchira ainsi que dans la Serranía de Perijá dans l'État de Zulia ;
- en Colombie dans la Cordillère Orientale dans le département de Norte de Santander.

## Publication originale
- Boulenger, 1905 : Descriptions of new Tailless Batrachians in the Collection of the British Museum. Annals and Magazine of Natural History, sér. 7, vol. 16, no 92, p. 180-184 (texte intégral).